# 穆罗尼德斯
穆罗尼德斯（英語：Myronides），古希腊政治人物，公元前458年雅典将领，其间他引一支军队在麦加拉打败科林斯人；作为将领又于公元前457年于奥埃诺弗塔战役中将彼奥提亚人击溃。